# دانيال بي. كلارك
دانيال بي. كلارك (بالإنجليزية: Daniel B. Clark)‏ هو مصور سينمائي أمريكي، ولد في 28 أبريل 1890 في أوربانا في الولايات المتحدة، وتوفي في 14 ديسمبر 1961 في سان بيرناردينو في الولايات المتحدة.

## وصلات خارجية
- دانيال بي. كلارك على موقع IMDb (الإنجليزية)
- دانيال بي. كلارك على موقع أول موفي (الإنجليزية)
- دانيال بي. كلارك على موقع قاعدة بيانات الأفلام السويدية (السويدية)
- دانيال بي. كلارك على موقع قاعدة بيانات الفيلم (الإنجليزية)
- دانيال بي. كلارك على موقع كينوبويسك (الروسية)